# Jean Stecher
Augustus Joannes (Jean) Stecher (Gent, 11 oktober 1820 - Luik, 3 september 1909) was een Belgisch literatuurhistoricus en literatuurcriticus. Hij was hoogleraar aan de Universiteit van Luik. Hi jgebruikte soms het pseudoniem Lieven Everwyn.

## Levensloop
Hij was de zoon van Carl Stecher, een Duitser die dienst deed in het leger van Karel Bernhard van Saksen-Weimar-Eisenach en die na de Slag bij Waterloo niet was teruggekeerd naar zijn vaderland. Hij vestigde zich in Gent waar hij huwde en een hotel openhield.
De jonge Stecher begon het middelbaar onderwijs te volgen aan het Instituut Ramu. Na twee jaar ging hij naar het Gentse atheneum waar hij zijn diploma behaalde. Hij was er een leerling van Henri Moke die hem de Franse literatuur onderwees. Vervolgens ging hij Letteren en Wijsbegeerte studeren aan de Rijksuniversiteit van Gent waar hij Moke terugvond en waar hij eveneens les kreeg van de filosoof François Huet. In 1841 behaalde hij voor de Middenjury te Brussel het doctoraat in de Letteren en Wijsbegeerte.
Stecher werd onmiddellijk benoemd tot repetitor aan de École du Génie Civil, die verbonden was met de Gentse universiteit, een gaf er les in de literatuur. Twee jaar later werd hij repetitor aan de universiteit zelf. Nog twee jaar, in 1845, later verkreeg hij van minister Sylvain Van de Weyer het aggregaatsdiploma voor het hoger onderwijs. Daarna verbleef Stecher enkele maanden in Parijs waar hij zich specialiseerde in de oriëntalistiek aan de École spéciale des Langues orientales dat toen nog verbonden was met de Sorbonne.
Hij bleef verbonden aan de Gentse universiteit tot in 1850, toen hij benoemd werd aan de Universiteit van Luik als docent Latijn en Grieks en Literaire geschiedenis van de oudheid. In 1861 werd hij er benoemd tot hoogleraar en bekleedde er de leerstoel Geschiedenis van de Franse literatuur als opvolger van Auguste Baron. Vanaf 1869 gaf hij eveneens het pas opgestarte college Geschiedenis van de Vlaamse literatuur. In 1879 stond hij deze leerstoel af aan zijn leerling Paul Fredericq. Stecher werd in 1890 toegelaten tot het emeritaat wat hem niet belette om nog onderwijsopdrachten te blijven aanvaarden tot in 1893.
Stecher stierf in 1909 op 88-jarige leeftijd in Luik.

## Werk
Het eerste werk van Stecher, een biografie over Jacob van Artevelde verscheen in 1846. Hij sloot zich aan bij de Société Huet, een kleine groep oud-studenten van professor Huet met onder meer Emile de Laveleye, Gustave Callier en Paul Voituron, die regelmatig samenkwamen om sociale thema's te bespreken. In de nasleep van de Franse Februarirevolutie van 1848 hielp hij om acties op te zetten voor de slachtoffers. Onder het pseudoniem Lieven Everwijn publiceerde hij in het progressieve tijdschrift De Broedermin en het liberale tijdschrift La Flandre Libérale over nationale politieke thema's zoals het ontstaan van België, het samenleven van Vlamingen en Walen en de tweetaligheid van het land.
Zijn voornaamste bijdragen zijn te situeren op het gebied van de literatuurgeschiedenis, hij publiceerde zowel over de geschiedenis van de Franse literatuur als de Vlaamse literatuur, waarover hij in 1886 het werk Histoire de la littérature néerlandaise en Belgique publiceerde. Hij was een eminent kenner van het werk van de Henegouwse kroniekschrijver Jean Lemaire de Belges waarvan hij tussen 1882 en 1891 het volledige oeuvre publiceerde in vier boekdelen.
Hij was sinds 1881 lid van de Koninklijke Academie van België nadat hij er in 1876 al corresponderend lid van was geworden. Hij schreef eveneens talrijke biografieën voor de Biographie Nationale en voor het jaarboek van de academie.

## Publicaties, (selectie)

### Nederlands
- Korte levensschets van Jacob van Artevelde (1295-1345), 1846
- De eerste Fransche Revolutie, 1848
- De Patriottentijd, 1849
- Onpartijdige volkshistorie der Belgische Grondwet, 1851

### Frans
- Analyse des doctrines linguistiques de Guillaume de Humboldt, 1851
- Flamands et Wallons, 1859
- Schiller et la Belgique, 1860
- Superstitions wallonnes, 1875
- Œuvres de Jean Lemaire de Belges, 1882-1891 (4 delen)
- Histoire de la littérature néerlandaise en Belgique, 1886
- Jean Lemaire de Belges : sa vie, ses œuvres, 1891
- La Belgique bilingue, 1897